# Mitsuoka Ray
Mitsuoka Ray — компактный автомобиль производства компании Mitsuoka.

## Описание
Mitsuoka Ray выпускался в трёх поколениях. Первое поколение выпускалось с 1996 по 1999 год, второе — с 1999 по 2000 год, а третье — с 2002 по 2004 год.

### Первое поколение
Автомобили Mitsuoka Ray первого поколения являлись копиями автомобилей Mazda Carol третьего поколения. Они оснащались бензиновым двигателем объёмом 660 см3, мощностью 52—58 л. с. Коробка передач — пятиступенчатая механическая или же трёхступенчатая автоматическая. Объём бака варьировался от 30 до 40 литров. Кузов: трёхдверный хетчбэк. Комплектации: Basic и Deluxe.

### Второе и третье поколения
Изначально автомобили Mitsuoka Ray выпускались на базе автомобилей Mazda Carol четвёртого поколения, а с 2002 года — на базе автомобилей Daihatsu Mira Gino первого поколения. Кузов: трёх- или пятидверный хетчбэк. Комплектация: Base Grade.

## Галерея

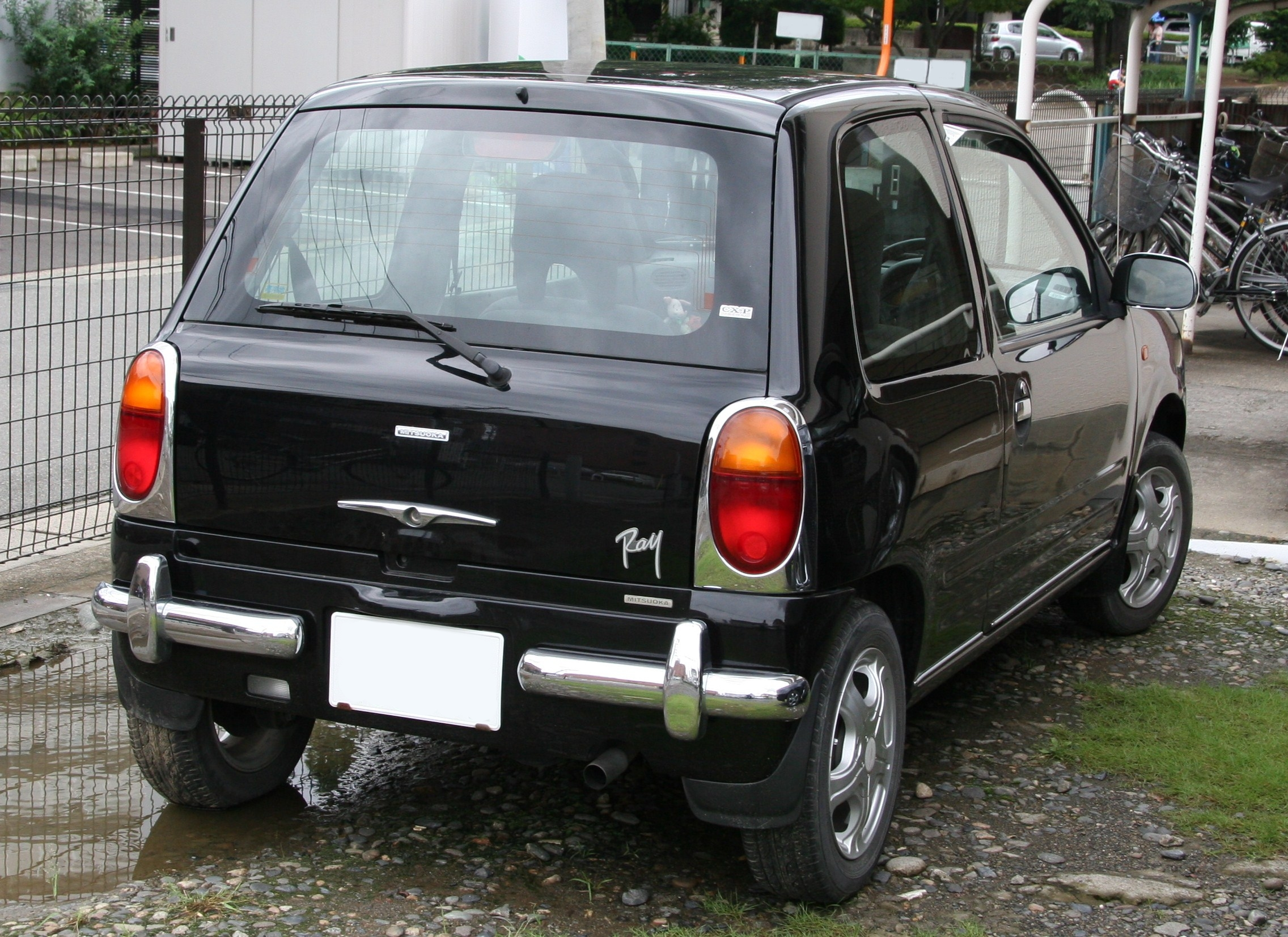
Первое поколение Mitsuoka Ray (вид сзади)
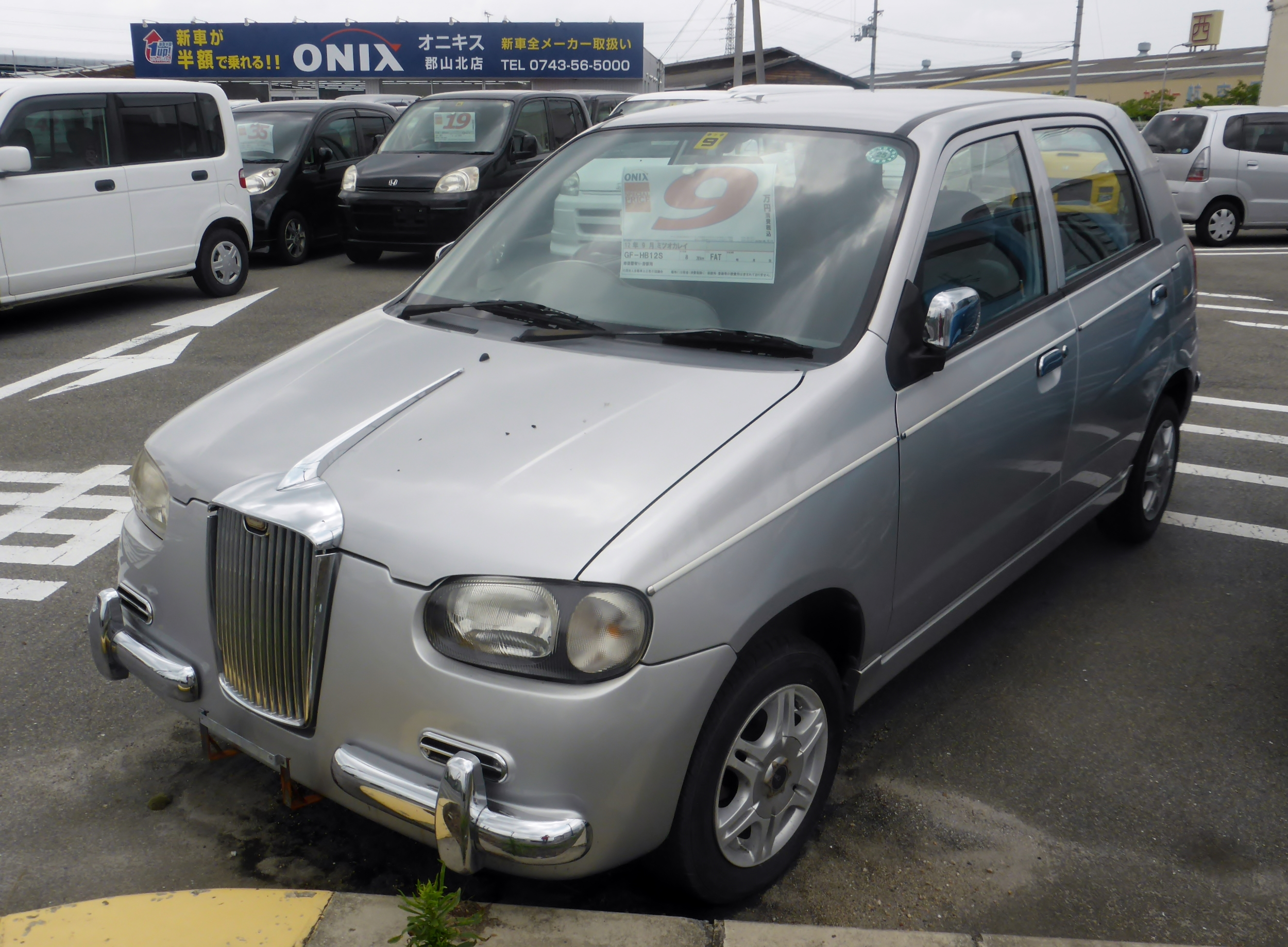
Второе поколение Mitsuoka Ray (вид спереди)
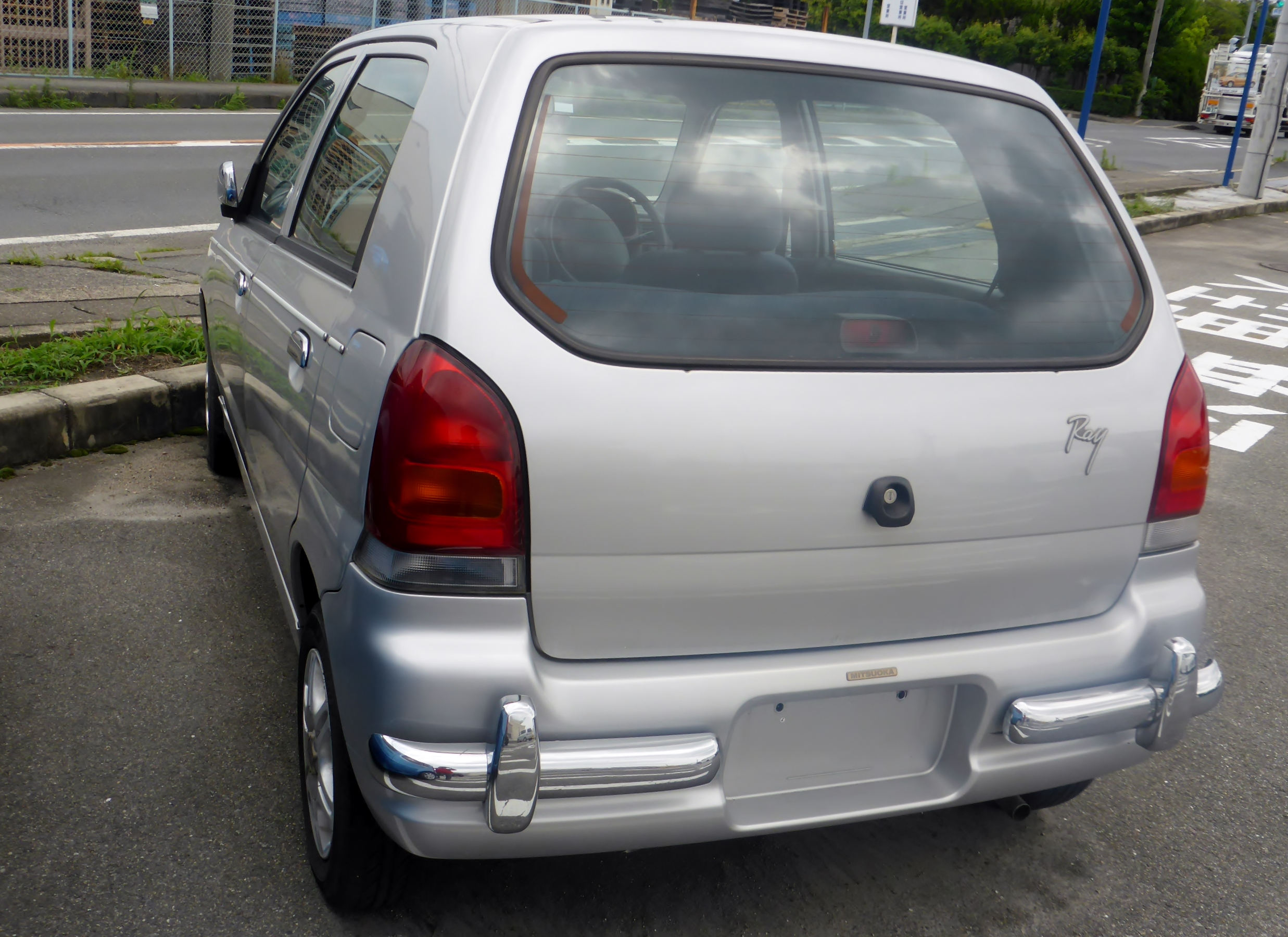
Второе поколение Mitsuoka Ray (вид сзади)